# Jacques-Joseph Maquart
 Jacques-Joseph Maquart , né le 23 juillet 1803 à Reims et mort le 3 avril 1873 à Limoges, est connu comme un dessinateur, illustrateur, graveur, paysagiste et photographe.

## Biographie
Jacques-Joseph Maquart naît à Reims le 23 juillet 1803.
En 1827, il épouse Claudine Sophie Nancy Barbereux avec qui il a une fille.
Maquart est directeur des Messageries royales, attaché au Bureau municipal des Beaux-Arts puis receveur des Hospices dans sa ville natale.
Il entretient néanmoins une passion pour le dessin et la peinture, et fonde en 1834 la Société des Amis des Arts de Reims.
En 1843, il collabore avec Prosper Tarbé dans l'illustration de son livre Trésors des églises de Reims. Son œuvre la plus connue est l'album qu'il a composé et dessiné, Anciens remparts et portes de Reims.
Sa fille, mariée avec Louis Casimir Ranson, futur maire de Limoges, meurt peu après son accouchement en donnant naissance à Paul-Élie Ranson. Jacques-Joseph Maquart s'installe alors dans cette ville et participe à la formation artistique de son petit-fils.
Il participe à la création du musée de la céramique de Limoges[Lequel ?].
Jacques-Joseph Maquart meurt le 3 avril 1873 à Limoges.

## Activités
- Fondateur et Secrétaire de la Société des amis des arts de la ville de Reims.
- Membre de l’Académie nationale de Reims.
- Vice-président de La Société archéologique et historique du Limousin.

## Œuvres

### Illustrations
- Prosper Tarbé et Jacques-Joseph Maquart, Reims. Essais historiques sur ses rues et monuments..., Reims, Quentin-Dailly, 1844.
- Prosper Tarbé, Trésors des églises de Reims (dessiné et lithographié par J.-J. Macquart), Reims, impr. de Assy, 1843.
- Anciens remparts et portes de Reims, album composé et dessiné par J-J Maquart et offert par sa veuve à la ville de Reims - Chez l'auteur, Reims, 1854[2].

### Dessins et peintures
- Le Fau de Verzy, 1844, crayon sur papier

### Galerie

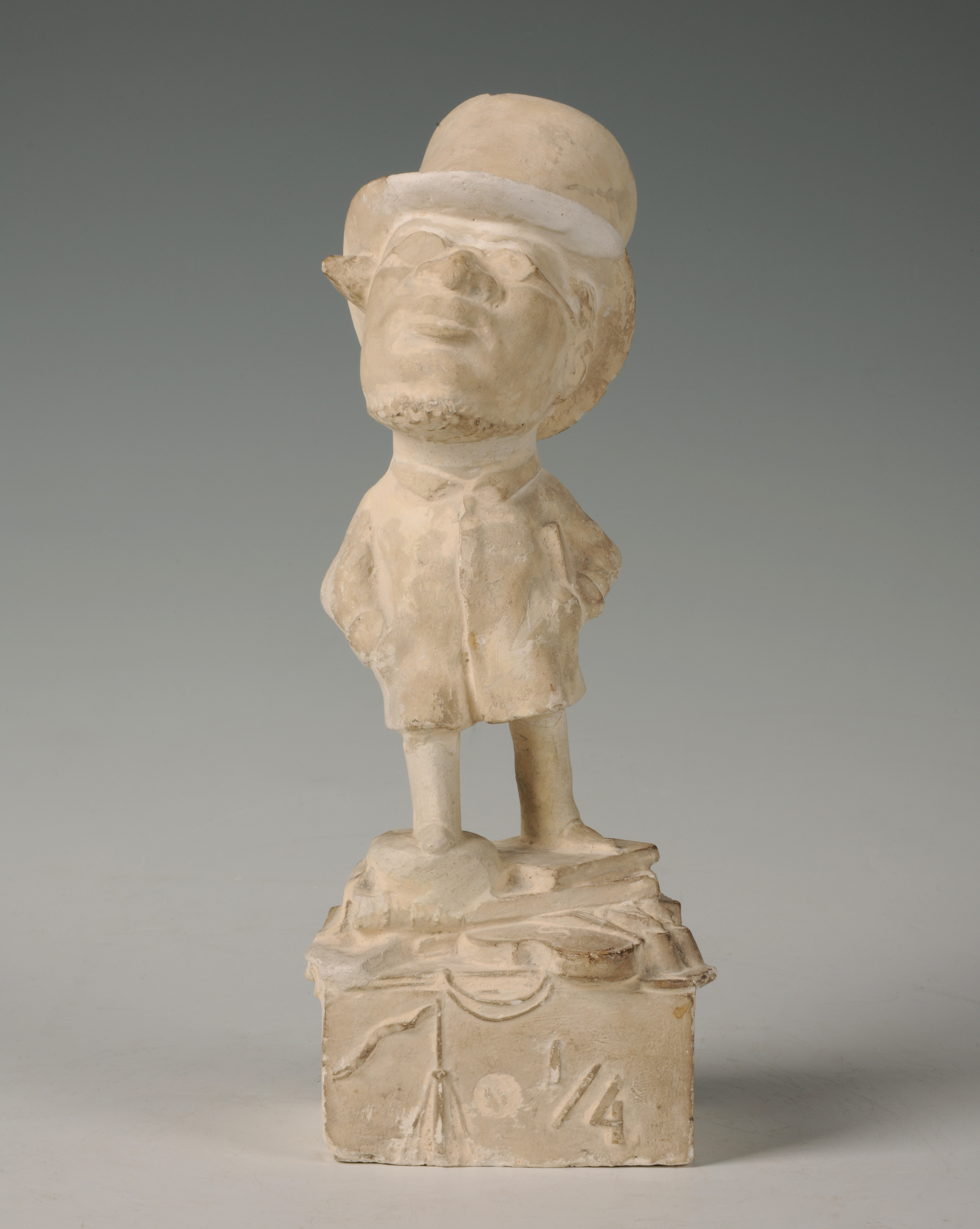
Caricature de Jacques-Joseph Maquart par Sébastien Masson en 1841. Musée des Beaux-Arts de Reims.
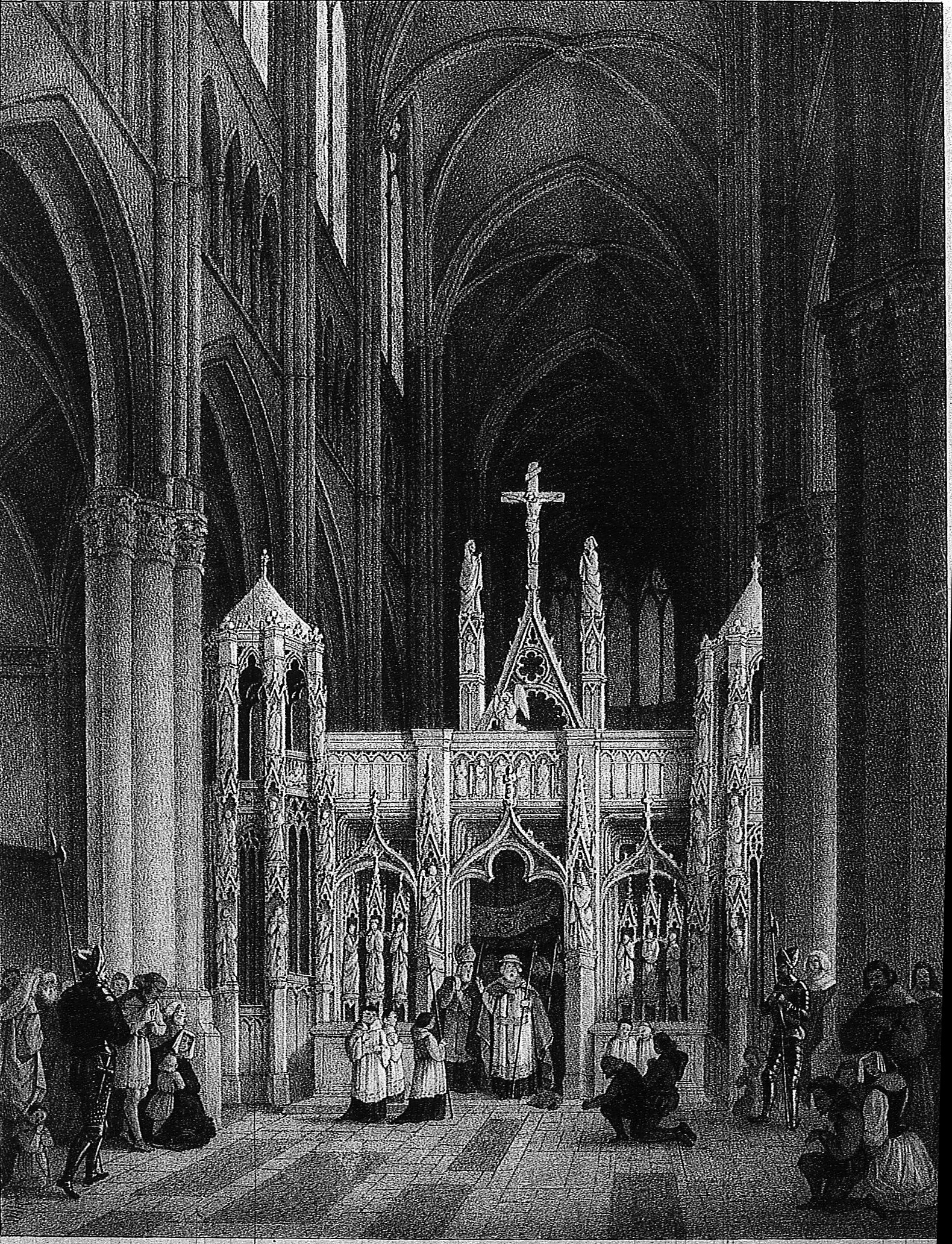
gravure du jubé de la cathédrale.
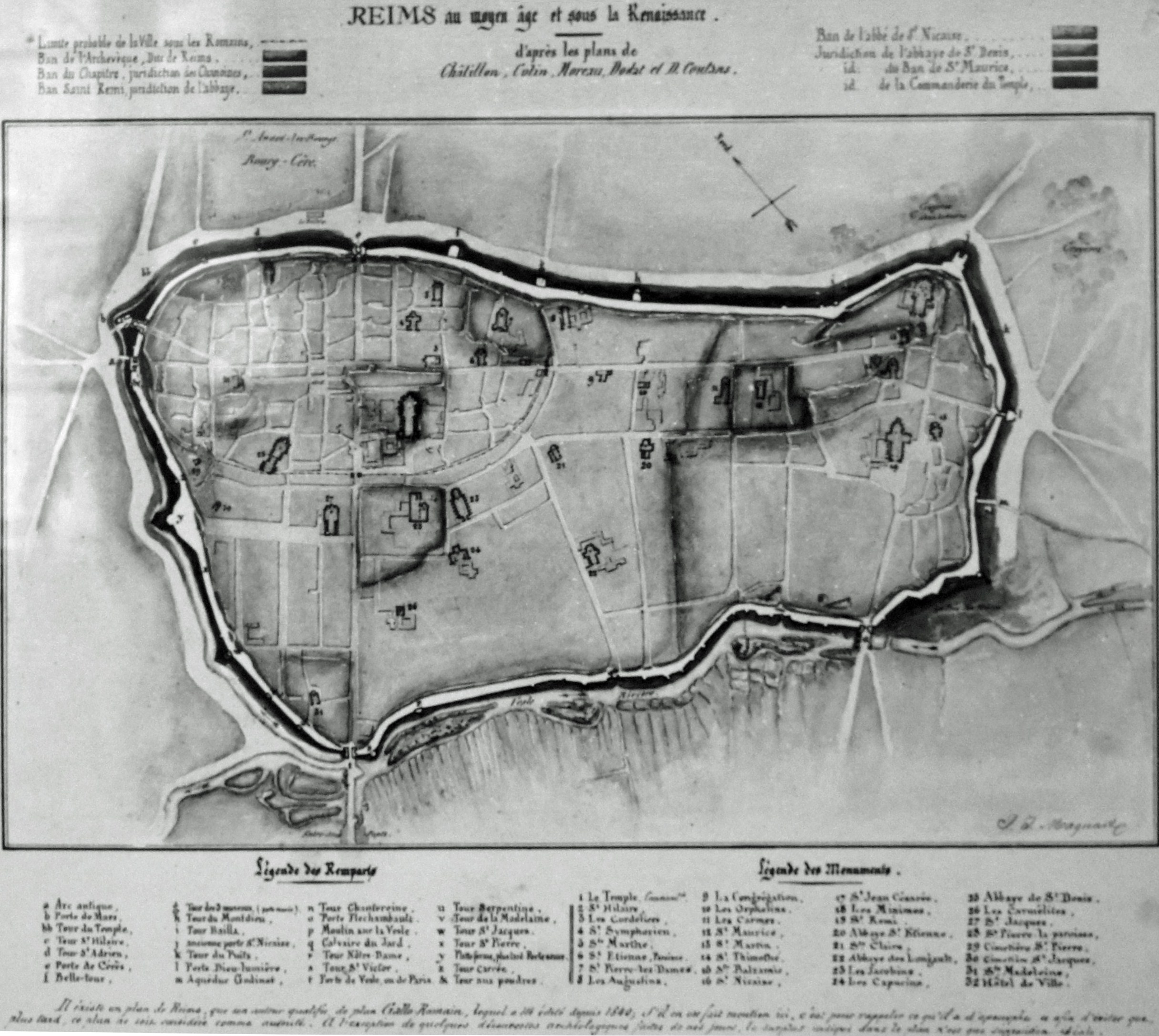
Plan Maquart.
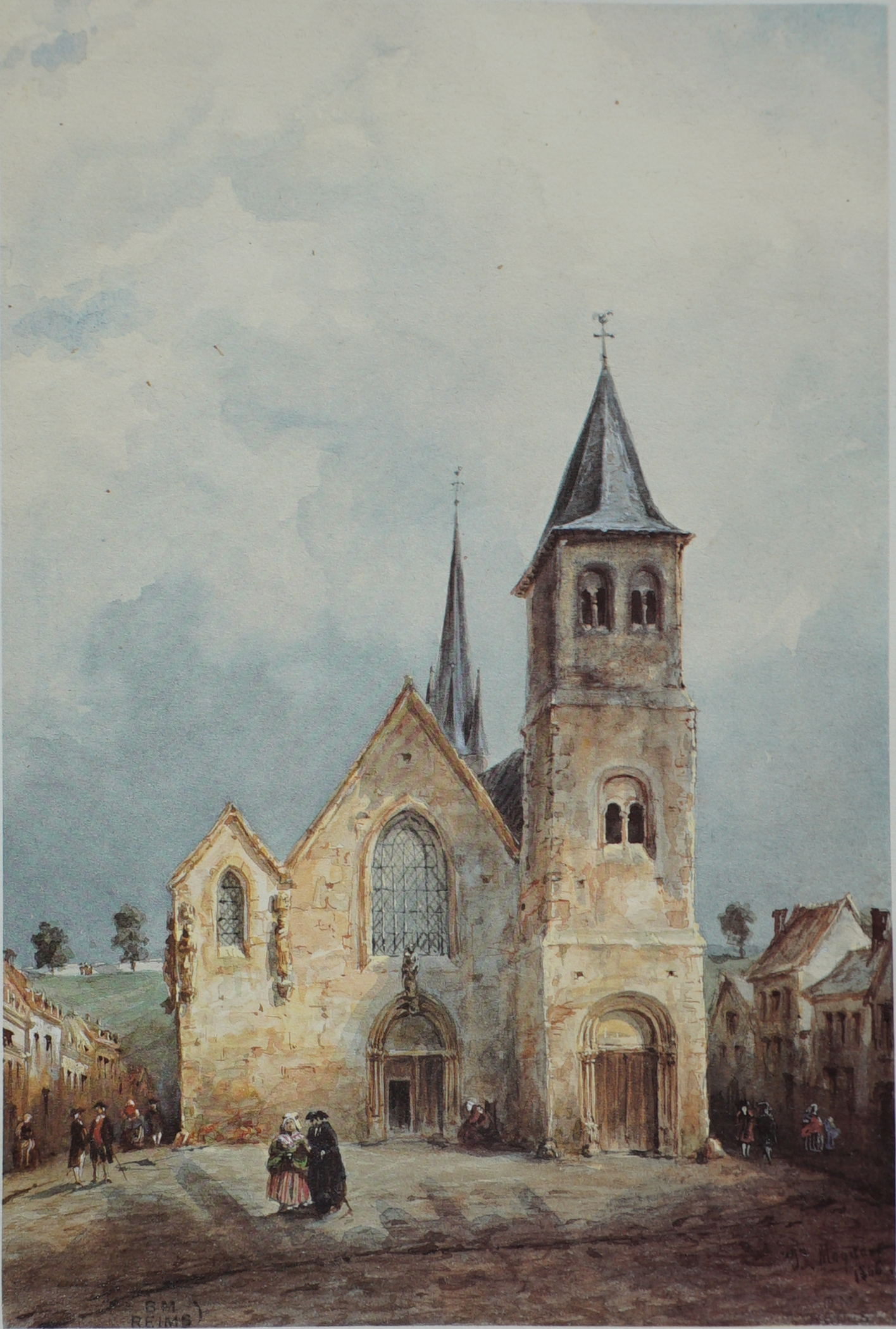
Aquarelle de l'église st Hilaire, 1846.